# María Rodas
María Julia Castillo Rodas (ur. 4 lipca 1935, zm. 14 sierpnia 2016 w San Salwadorze) – salwadorska lekarka i polityczka. Pierwsza kobieta na stanowisku przewodniczącej Zgromadzenia Ustawodawczego Salwadoru.

## Życiorys

### Młodość, edukacja i kariera zawodowa
María Julia Castillo urodziła się 4 lipca 1935 roku.
Uczęszczała do szkoły dla kobiet Instituto Central de Señoritas. Ukończyła studia na wydziale medycznym na Universidad de El Salvador. Specjalizowała się w neurochirurgii. Uczyła się zawodu jako rezydentka na oddziale interny w szpitalu Rosales.

### Działalność polityczna
Była członkinią Partii Pojednania Narodowego. W latach 1974–1981 Służyła jako wiceministra zdrowia Salwadoru w administracji Prezydenta Salwadoru Carlosa Humberto Romery. Była dyrektorką zarządzającą Instituto Salvadoreño del Seguro Social, salwadorskiej jednostki publicznej realizującej zadania z zakresu ubezpieczeń społecznych, jako pierwsza kobieta na tym stanowisku. Jest uważana za jedną z autorek konstytucji kraju z 1983 roku.
Z powodzeniem wystartowała wyborach w Salwadorze w 1982 roku z okręgu obejmującego miasto San Salvador, stolicę kraju. W latach 1982–1984 była wiceprzewodniczącą, a od stycznia 1984 przewodniczącą Asamblea Constituyente de El Salvador, w chwili objęcia urzędu miała 47 lat. W 1985 roku została przewodniczącą nowego organu, Zgromadzenia Ustawodawczego Salwadoru. Została pierwszą kobietą na tym stanowisku. Została mianowana członkinią Consejo Superior de Salud Pública, publicznego organu odpowiedzialnego za politykę zdrowotną kraju. Po odejściu na emeryturę polityczną była doradczynią Partii Pojednania Narodowego i trzymała się na uboczu życia politycznego.

### Pozostała działalność
Wiosną 2010 roku została wyróżniona przez Zgromadzenie Ustawodawcze jako Hija meritísima de El Salvador za swoje osiągnięcia w karierze zawodowej i politycznej.

### Śmierć
Ma dwójkę dzieci. Zmarła w wieku 81 lat 14 sierpnia 2016 roku po długiej chorobie. Jej ciało zostało wystawione na widok publiczny w Capillas Memoriales.